# 污花风毛菊
污花风毛菊（学名：[Saussurea sordida] 错误：{{Lang}}：文本有斜体标记（帮助））是菊科风毛菊属的植物。分布在哈萨克斯坦、塔吉克斯坦、吉尔吉斯斯坦、乌兹别克斯坦以及中国大陆的新疆等地，生长于海拔2,100米至2,800米的地区，见于草甸或砾石山坡，目前尚未由人工引种栽培。